# Haßmersheim
Haßmersheim è un comune tedesco di 5 102 abitanti, situato nel land del Baden-Württemberg.